# Majhara Pipar Ehatmali
Majhara Pipar Ehatmali is een census town in het district Unnao van de Indiase staat Uttar Pradesh.

## Demografie
Volgens de Indiase volkstelling van 2001 wonen er 16.808 mensen in Majhara Pipar Ehatmali, waarvan 54% mannelijk en 46% vrouwelijk is. De plaats heeft een alfabetiseringsgraad van 63%.